# Henuka
Henuka je bio drevni Egipćanin, koji je živio u doba 1. dinastije, a služio je faraona Semerketa, znanog kao "Uzurpator", jer je svrgnuo svog oca. Također, služio je i Semerketovog nasljednika Kaaa, koji je bio Semerketov sin ili mlađi brat. 